# ماركو ماتيتش
ماركو ماتيتش (بالكرواتية: Marko Matic) مواليد 25 يناير 1988 في اتحاد البوسنة والهرسك، هو لاعب كرة يد كرواتي يلعب كظهير أيسر. يلعب حاليا مع نادي بورتو لكرة اليد ويحمل الرقم 29. مثل منتخب كرواتيا لكرة اليد.